# Gare de Nerpuy
Gare de Nerpuy vasútállomás Franciaországban, Naintré településen.

## Vasútvonalak
Az állomást az alábbi vasútvonalak érintik:
- Párizs–Bordeaux-vasútvonal

## Kapcsolódó állomások
A vasútállomáshoz az alábbi állomások vannak a legközelebb:
- Gare de Naintré-les-Barres (Gare de Bordeaux-Saint-Jean, Párizs–Bordeaux-vasútvonal)
- Gare de Châtellerault (Paris Gare d’Austerlitz, Párizs–Bordeaux-vasútvonal)